# Frank Strauß
Frank Strauß (* 3. Februar 1970 in Heide; † 23. Mai 2024) war ein deutscher Eishockeyspieler und Bankkaufmann. Er gehörte dem Vorstand der Deutschen Bank und der Postbank an.

## Eishockeykarriere
Frank Strauß begann in seiner Heimatstadt Iserlohn beim ECD Sauerland seine Eishockeykarriere. Nach einigen Jahren im Nachwuchs schaffte er 1989 den Sprung in die Profimannschaft. In den folgenden vier Jahren absolvierte er insgesamt 140 Spiele für die Sauerländer in der zweithöchsten Spielklasse. Der Stürmer erzielte in dieser Zeit 27 Treffer. In den Jahren 1993 bis 1995 spielte er für den ERC Westfalen Dortmund, zuerst in der drittklassigen Oberliga, dann in der zweithöchsten Liga, der 1. Liga Nord. Innerhalb derselben Liga trat er in den folgenden Jahren bis 1998 für den EC Bad Nauheim an. Am 6. Januar 1998 beendete Frank Strauß seine sportliche Laufbahn, um mehr Zeit für seinen Beruf zu erhalten.

### Karrierestatistik
(Legende zur Spielerstatistik: Sp oder GP = absolvierte Spiele; T oder G = erzielte Tore; V oder A = erzielte Assists; Pkt oder Pts = erzielte Scorerpunkte; SM oder PIM = erhaltene Strafminuten; +/− = Plus/Minus-Bilanz; PP = erzielte Überzahltore; SH = erzielte Unterzahltore; GW = erzielte Siegtore; 1 Play-downs/Relegation; Kursiv: Statistik nicht vollständig)

## Berufliche Laufbahn
Neben seiner Sportkarriere absolvierte Frank Strauß von 1989 bis 1992 eine Ausbildung bei der Filiale der Deutschen Bank in Iserlohn. Nach dem Abschluss der Lehre wurde er Berater für Privat- und Geschäftskunden, bis er in einer anderen Filiale im Sauerland die stellvertretende Leitung übernahm. In den 1990er Jahren übernahm er Aufgaben für die Deutsche Bank in Bonn und Frankfurt am Main. Zwischen 2003 und 2005 baute er das Privatkundengeschäft der Deutschen Bank von Mumbai aus in Indien, Vietnam und China auf.
Danach wechselte er erneut nach Frankfurt am Main, wo Frank Strauß von 2006 bis 2019 als Vorstand der Privat- und Geschäftskundenbank zuständig für den deutschen Markt war. Seit Juli 2011 war Frank Strauß Vorstandsmitglied der Postbank. Außerdem bekleidete er das Amt des Aufsichtsrats-Vorsitzenden der Deutschen Bank Bauspar AG, der Postbank Finanzberatung AG, der BHW Holding AG, der BHW Bausparkasse AG und der Norisbank GmbH. Vom 1. Juli 2012 bis 24. Mai 2018 war er Vorsitzender des Vorstands der Deutschen Postbank AG und löste Stefan Jütte in dieser Funktion ab. Von September 2017 bis Juli 2019 war Strauß Mitglied des Vorstands der Deutschen Bank. Das Bankunternehmen verließ er mit einer Abfindung in Höhe von 8,467 Millionen und 650.000 Euro für das Wettbewerbsverbot.
Ab 2020 war er Mitglied des Aufsichtsrats der ZEAL Network SE. Zuletzt war er Chairman der Precede Capital Partners Ltd. in London, Großbritannien und Geschäftsführer der SLL InvestConsult GmbH in Bad Nauheim.
Strauß starb im Mai 2024 im Alter von 54 Jahren. Eine Todesursache wurde nicht angegeben, lediglich, dass der Tod überraschend kam. Ein Anwalt der Familie erklärte, Strauß sei friedlich eingeschlafen.